# 葉山レイコ
葉山 レイコ（はやま レイコ、1969年7月13日 - ）は、日本の女優・タレント。歌手として活動したこともある。
愛知県名古屋市出身。所属事務所は浅井企画。血液型A型。

## 経歴
小学生の頃から児童劇団に所属していた。1983年7月16日放送の、｢★憧れ！花★夢★星★ －タモリの－ キラキラ美少女コンテスト｣に出場し、マイアイドル賞を受賞。
1984年、NHK教育テレビの『中学生日記』で芸能界デビュー。同作に出演していたところをスカウトされ、CFに出演。
1986年4月、ダイエーグループが設立したレコード会社サウンドワールド（販売元：ポリドール（現ユニバーサルミュージック合同会社）、サウンドワールドは後にアシーネと合併）のポップス部門第一弾ロリポップ・レーベルより「オフショアの恋人」で歌手デビュー。当初は前年の1985年11月予定と雑誌に掲載されていたが、半年遅れての歌手デビューになった。デビュー当時のキャッチコピー「ハワイアン族のマドンナ」として売り出されるが、シングル2枚を出したのみで、芽が出ないままグラビア中心の活動に移行。
1988年3月、『オトメクラブ』（白夜書房）誌上で初ヌードを披露。翌月、『週刊プレイボーイ』の巻頭グラビアを飾り注目を集め、以後グラビアで人気となる。同年9月には唯一のアダルトビデオ作品、『処女宮 うぶ毛のヴィーナス』に出演、大ヒットとなる（成人指定のビデオは他にも発売されているが、いずれもイメージビデオの域を出るものではない）。
1990年、レコード会社をビクター音楽産業（現JVCケンウッド・ビクターエンタテインメント）に移籍し、3枚目のシングル「何、してた？」を発売。なお当時、移籍第一弾シングルではなくデビュー・シングル（再デビュー）という扱いであった。
1989年、東映Vシネマ『クライムハンター2 裏切りの銃弾』に出演、女優活動を本格化させる。1991年には『上方苦界草紙』で映画にも進出、女旅芸人役を演じて注目を集めた。代表作にエロティックサスペンス『監禁逃亡』などがある。また、テレビでは、1994年から翌年にかけて『ギルガメッシュないと』に出演するなど、お色気対応も可能なタレントとして深夜番組を中心に活動した。
2000年以降もタレント活動や、舞台を中心とした女優活動を続けている。2006年4月より2007年3月にかけてNHK教育テレビの『スペイン語会話』に生徒役の1人として出演した。2007年4月からはトランスアメリカインターナショナル放送のラジオ番組、『葉山レイコのSoy de Nagoya』でパーソナリティを務めている。2007年4月14日号の週刊現代では、「ラストグラビア」を謳ったグラビアが掲載された。
2014年11月23日、6歳年下の一般男性と結婚。
2016年、歌手デビュー30周年を迎え、自身のソロ・ライヴとしては久々となるライヴを2016年12月12日に六本木 REAL DIVA’Sで開催。自身の楽曲「オフショアの恋人」「何、してた?」「鏡の中の私に」や、カヴァー曲を披露した。

## 人物
異なるプロフィールがいくつかある。
- 「APHRODITE」（1988年）のケース裏面のプロフィールでは、T:160、B:80・W:56・H:83としている[5]。
- 「君はファイブスター」（1989年）のケース裏面のプロフィールでは、T:160、B:80・W:58・H:83としている[6]。
- 浅井企画 所属タレントプロフィールでは、T:162、B:81・W:56・H:84としている[7]。

趣味:テニス、スポーツカーに乗ること。古寺めぐり。料理、油絵、書道。
特技:スペイン語。

## エピソード
- 『スペイン語会話』出演時には、受講中の成績によって進級、落第が決まり、年度末の3月にスペイン語チャンピオン（カンペオーナ）を選出するという演出がなされた。当初落第寸前だった葉山は2006年5月以降、好成績を続けて修め、民部良子、ユリエと共にカンペオーナを競ったが、僅差で民部良子に敗れた。

## 作品

### 音楽作品
- 全てシングル作品のみで、単独名義でのアルバム発売はない。

#### シングル
|     | 発売日         | タイトル                              | 発売元                                         | 収録曲 | 備考                                                                      |
| --- | -------------- | ------------------------------------- | ---------------------------------------------- | --- | ------------------------------------------------------------------------- |
| 1st | 1986年4月25日  | オフショアの恋人                      | Sound World／ロリポップ （販売元：ポリドール） | 1. オフショアの恋人 - 作詞・作曲：児島由美 2. Lover Come Back to me - 作詞：菊池里佳／作曲：Sigmund Romberg                              | 未CD化                                                                    |
| 2nd | 1987年1月25日  | My Love, My Life ダンスの森は眠らない | Sound World／ロリポップ （販売元：ポリドール） | 1. My Love, My Life ダンスの森は眠らない - 日本語詞：児島由美／作詞・作曲：G.ROCHEL、C.HIRE 2. Good-bye My Summer - 作詞・作曲：なつみ海 | ※表題曲はPATTY RYAN 「(You're)My Love,(You're)My Life」のカヴァー。未CD化 |
| 3rd | 1990年3月21日  | 何、してた?                           | ビクター音楽産業                               | 1. 何、してた? - 作詞：Rainie Knight／作曲：遠藤京子 2. 純愛迷宮 - 作詞：平井森太郎／作曲：かしぶち哲郎                                  | 再デビュー・シングル。                                                    |
| 4th | 1990年7月21日  | Wet Wet                               | ビクター音楽産業                               | 1. Wet Wet 2. 恋がうたたね - 作詞：真名杏樹／作曲：山川恵津子                                                                            |                                                                           |
| 5th | 1992年10月21日 | 恋のイリグチ・マンボ                  | ビクター音楽産業                               | 1. 恋のイリグチ・マンボ 2. 愛のデグチ・マンボ - 作詞：さいとうみわこ／作曲：波花行造                                                     | 葉山レイコとシトラス・ムスク・ボーイズ名義。                              |
| 6th | 1994年4月21日  | Pスポットの誘惑                       | ビクターエンタテインメント                     | 1. Pスポットの誘惑 2. ツボにはまって - 作詞：さいとうみわこ／作曲：松田信男                                                              | テレビ東京「ギルガメッシュNIGHT」挿入歌                                   |

#### その他の楽曲
- 特記事項除いてCD未発売。

|    | 制作年 | タイトル               | 作詞・作曲                                                                             | 収録作品                                                                                        | 備考 |
| -- | ------ | ---------------------- | -------------------------------------------------------------------------------------- | ----------------------------------------------------------------------------------------------- | --- |
| 1  | 1986年 | ウィークエンドは片想い | 作詞・作曲：児島由美                                                                   | オムニバスセクシービデオ「MAGAZINE VIDEO マドンナ 第4号」に新曲紹介としてフルで収録されている。 | 当初2ndシングルA面曲として発売予定であったが、シングルとしては発売されなかった。                                 |
| 2  | 1988年 | ふたりのパラダイス     | 作詞・作曲：長沢ロー                                                                   | 白片アタエ ロー・アイランダース「流れ星ひとつ」（1988年7月21日、テイチク）のB面に収録。         | 葉山レイコ&白片アタエ名義。                                                                                      |
| 3  | 1988年 | おムコにおいで         |                                                                                        | テレビ放送のみ。THE TSURULIGHT ZONE挿入歌                                                       | 「お嫁においで」替え歌。葉山レイコ&ダッシメン名義。                                                              |
| 4  | 1989年 | 伝説の中に消えないで   | 作詞者・作曲者：不明（クレジットなし）、ジャスラックのデータベースに登録されていない。 | イメージビデオ「仙女一夜 PART 2 花嫁修行はお好き?」（1989年3月25日、J.V.D.）に収録。            | |
| 5  | 1989年 | タイトル不詳           | 作詞者・作曲者：不明（クレジットなし）、ジャスラックのデータベースに登録されていない。 | イメージビデオ「鏡の中の私に」（1989年11月1日、J.V.D.）に収録。                                 | レコーディング映像、ライブ映像と共に収録。タイトルのクレジットなし。                                             |
| 6  | 1989年 | 満月の夜               | 作詞者・作曲者：不明（クレジットなし）、ジャスラックのデータベースに登録されていない。 | イメージビデオ「鏡の中の私に」（1989年11月1日、J.V.D.）に収録。                                 | ビデオには1コーラスのみしか収録されていない。                                                                    |
| 7  | 1989年 | タイトル不詳           | 作詞者・作曲者：不明（クレジットなし）、ジャスラックのデータベースに登録されていない。 | イメージビデオ「鏡の中の私に」（1989年11月1日、J.V.D.）に収録。                                 | ビデオには1コーラスのみしか収録されていない。タイトルのクレジットなし。                                          |
| 8  | 1989年 | 鏡の中の私に           | 作詞者・作曲者：不明（クレジットなし）、ジャスラックのデータベースに登録されていない。 | イメージビデオ「鏡の中の私に」（1989年11月1日、J.V.D.）に収録。                                 | ビデオ「鏡の中の私に（濃縮版）」には割愛され収録されていない。                                                   |
| 9  | 1989年 | ファースト・モーニング | 作詞者・作曲者：不明（クレジットなし）、ジャスラックのデータベースに登録されていない。 | イメージビデオ「鏡の中の私に」（1989年11月1日、J.V.D.）に収録。                                 | ビデオ「鏡の中の私に（濃縮版）」には割愛され一部のみしか収録されていない。                                       |
| 10 | 1990年 | たそがれ時間           | 作詞：平井森太郎／作曲：かしぶち哲郎                                                   | ビデオ/LD『Cote d'Amour』収録。                                                                 | V.A.『編曲の美学 山川恵津子の仕事 Victor Entertainment編』＜タワーレコード限定＞に収録されて、34年を経て初CD化。 |
| 11 | 2016年 | 雪の花                 | 作詞：葉山レイコ／作曲：不明                                                           | 未発売作品。                                                                                    | 2016年のソロ・ライヴにて披露した新曲。                                                                           |

#### オムニバス・アルバム
- I LOVE“DANCE NUMBER”(APRIL.1990) ／V.A.（1990年4月21日、ビクター音楽産業）

※「何、してた?」収録。
- I LOVE“DANCE NUMBER”(SEPTEMBER.1990)／V.A.（1990年9月21日、ビクター音楽産業）

※「Wet Wet」収録。
- 編曲の美学 山川恵津子の仕事 Victor Entertainment編／V.A.（2024年5月29日、ビクター／タワーレコード限定）

※「たそがれ時間」収録（初CD化）。

#### MV集
- ビデオ/LD『Cote d'Amour』（1990年8月21日、ビクター音楽産業）

※「恋がうたたね」「たそがれ時間」「何、してた?」「Wet Wet」4曲入りミュージック・ビデオ集。

### ビデオ作品

#### アダルトビデオ（成人指定のイメージビデオ含む）
- 処女宮 うぶ毛のヴィーナス（1988年9月24日、ミス・クリスティーヌ DMC-018）(『GORO』1988年9月22日号に掲載された写真と同時期に撮影された一部の画像を本作品のビデオパッケージに転用している。)
- APHRODITE（1988年9月25日、ピラミッド PV-1079）
- 君はファイブスター（1989年4月12日、ファイブスター FV-8738）

#### 主なオムニバス・編集作品
1986年
- MAGAZINE VIDEO マドンナ 第4号（12月23日、宇宙企画）多人数出演：水着、挿入歌:「ウィークエンドは片想い」

1989年
- 葉山レイコ物語（4月19日、テンビデオ）編集版：「処女宮」未収録シーン含む
- AV TOP GALS 葉山レイコ 小林ひとみ 村上麗奈（8月12日、FIVE STAR FV-8758）全3名
- レイコ・清美・麗奈のトリプルエッチ（8月26日、ミス・クリスティーヌ）オムニバス：「処女宮」未収録シーン含む

1990年
- 10コのデカパイ（3月5日、笠倉出版社）全5名
- ランジェリー大会 濃縮20連発（3月12日、ファイブスター FV-8792）全10名
- ランジェリー大会 濃縮10連発（5月5日、笠倉出版社）全5名
- セクシーTOPギャルズ（12月5日、笠倉出版社 AJV32-01）全10名

1991年
- あぶないBODY 柏原芳恵 葉山レイコ（5月5日、笠倉出版社 AJV32-28）
- バージン・エクスタシー 東京お嬢さま倶楽部 葉山レイコ 佐藤江珠 山本梨香子 須磨れい子（11月30日、芳友舎 ETV-061）全4名
- 20コのチチまるこちゃん 樹まり子・御藤静 他（ファイブスター）全10名

1992年
- 乳房時代 25 藤本聖名子 葉山レイコ 河合美果 他（1月15日、笠倉出版社 CAV32-88）全25名

1993年
- AV巨乳10年史 1 卑弥呼 松坂季実子 小鳩美愛 冴島奈緒 河合美果 他（8月16日、笠倉出版社 AJV74-24）全25名

1994年
- ギルガメッシュNIGHT SUPER DELUXE VIDEO '94 飯島愛 セクシーメイツ 氷高小夜 葉山レイコ ほか（1994年7月21日、ポニーキャニオン PCVE-10213）多数出演
- 120人の美女 AV秘蔵コレション 4（11月1日、笠倉出版社）全30名
- AV巨乳年鑑 2（11月7日、笠倉出版社）全33名

1995年
- スーパーランジェリーコレクション（5月17日、笠倉出版社）全12名
- 120人美女館 AV10年史 2（11月11日、笠倉出版社）全30名

1996年
- AV10年史 1（1月1日、TEN-VIDEO DTV-202）全20名
- 伝説裸天使アイドル15年史 ムッチリ編（7月23日、芳友舎）全16名
- 処女宮伝説（10月14日、芳友舎）全6名

1998年
- AV女優 葉山レイコ（12月21日、ビデオバンク）「処女宮」DVD版

2001年
- STAY GOLD Vol.3（6月5日、情報図書）全4名

2003年
- 処女宮 2 葉山レイコ 浅倉舞 夕樹舞子 森高千春 長谷川瞳（1月31日、芳友舎）全5名
- REVIVAL COLLECTION 4 よみがえる葉山レイコ 鏡の中の私に インパクト・ラヴ濃縮版 仙女一夜 2（写真集+DVD）（3月10日、鹿砦社）
- AV15年史 DVD完全版（3月10日、ビデオバンク）全92名
- 処女宮〈1988-2003〉（7月21日、ビデオバンク）全11名

2004年
- Treasure BEST4時間（6月21日、ビデオバンク）全22名
- The Best of No.1 葉山レイコ Deluxe（12月10日、ディースリー）「君はファイブスター」DVD版+未収録シーン

2005年
- The Best of No.1 Special Selection II 葉山レイコ 桜樹ルイ 松坂季実子 イヴ 菊池エリ（12月9日、FIVE STAR DAJ-069）全5名
- 処女宮 Fantasy（12月21日、h.m.p）全16名

2006年
- h.m.p25th Anniversary 伝説のAVアイドル☆8時間（1月10日、h.m.p）全50名
- Legend vol.7　葉山レイコ（11月17日、Graffiti）「プライベートタイム」「Aphrodite」「鏡の中の私に」「仙女一夜 巻ノ一 仙女界から来た娘」「仙女一夜 巻ノ二 花嫁修業はお好き」「仙女一夜 巻ノ三 お固い方の桃色ショック」を収録

2008年以降
- h.m.pがお贈りする歴代No.1アイドル たっぷり100人12時間（2008年8月21日、ビデオバンク）全100名
- h.m.pがお贈りする 恥じらいデビューSEXたっぷり100人12時間3枚組（2010年3月21日、ビデオバンク）全100名
- 処女宮 25th Anniversary 4時間21名（2012年10月5日、h.m.p）全21名

発売年不明
- ギルガメッシュ NIGHT リターンズ 7 湯けむり旅情編 潜入!男装の麗人が待つクラブ 麻宮淳子 葉山レイコ 新堂有望 ほか（ビーム TMJX-008）VHS 多数出演

#### イメージビデオ
- インパクト・ラヴ（1988年11月21日、J.V.D.）
- プライベート・タイム（1988年12月19日、ピラミッド PV-1098）
- 鏡の中の私に（1989年11月1日、大陸書房 PV-1163）
- 葉山レイコ SPECIAL（1991年8月5日、笠倉出版社 AJV32-50）※「君はファイブスター」を再編集したもの
- 私の全てを見せます 葉山レイコ（1992年1月15日、ファイブスター FV-8895）
- 感じるバディスペシャル（1994年7月22日、ビクター VIVY-10101）
- 伝説 葉山レイコ（2000年3月1日、日本メディアサプライ DAV-001）
- お宝ガールズ 葉山レイコ（2000年4月17日、笠倉出版社 AJV80-27）
- Sexy Shower 葉山レイコ（2000年9月、オデッセウス出版 VV-1038）
- One Night Love 葉山レイコ（2000年9月、オデッセウス出版 VV-1039）
- 写芝居 葉山レイコ（2010年5月28日、GARO IMPACT）
- 葉山レイコスペシャル 1（?、ホルスタインカンパニー HL-20）
- 葉山レイコスペシャル 2（?、ガーリック・インターナショナル HC-10）
- 葉山レイコ お宝コレクション もういっかいしてね。（?、お宝ビデオ発掘団 OTA-01）

#### オリジナルビデオ
- 仙女一夜 原作:小島功 - 小島功の漫画「仙人部落」を、セクシーアイドル葉山レイコ主演で実写化
  - 仙女一夜 PART 1 仙女界から来た娘（1989年2月25日、J.V.D.）[8]
  - 仙女一夜 PART 2 花嫁修行はお好き?（1989年3月25日、J.V.D.）[9]
  - 仙女一夜 PART 3 お固い方の桃色ショック（1989年4月25日、J.V.D.）[10]
- クライムハンター2 裏切りの銃弾（1989年11月10日、監督：大川俊道、東映ビデオ）[11]
- いつか帰ろう（1990年3月8日、監督：藍沢幸人、J.V.D.）[12]
- くノ一忍法帖（1991年10月21日、監督：津島勝、キングレコード）- お由比 役 [13]
- 監禁逃亡（1992年4月24日、監督：桑原昌英、Vムーヴィ（JHV））- 恵子 役 [14]
- くノ一忍法帖II 聖少女の秘宝（1992年8月21日、監督：津島勝、キングレコード）- お京 役 [15]
- 監禁逃亡 美しき獲物たち（1993年12月24日、監督：井上眞介、Vムーヴィ（JHV））- 亮子 役 [16]
- パチンカー奈美 3（1994年4月21日、監督：伊藤正治、ズーム・リパブリック（徳間ジャパン）） - 主演 [17]
- サーキットの狼II モデナの剣 ACT.1（1994年9月23日、監督：南部英夫、ビクターエンタテインメント）[18]
- サーキットの狼II モデナの剣 ACT.2（1994年10月23日、監督：南部英夫、ビクターエンタテインメント）[19]
- おんな犯科帳 2 江戸拷問刑罰抄（1995年11月22日、監督：津島勝、キングレコード）[20]
- 婦人排球　ママズ・アタック（2003年5月25日、監督：伊藤秀裕、GPミュージアム）- 若妻・泉 役[21]

## 出演

### テレビドラマ
- 中学生日記（1984年、NHK）- 生徒 役
- スケバン刑事II 少女鉄仮面伝説 第4話 戦いの鐘は12時に鳴る（1985年11月28日、フジテレビ） - 御国てるみ 役
- プレイボーヤクラブ（1987年4月6日 - 9月28日、日本テレビ）
- 勝手にしやがれヘイ!ブラザー 第6話（1989年11月17日、日本テレビ） - 高木ヒロコ 役
- 夢帰行（1990年10月15日 - 10月19日、NHK）
- 金曜エンタテイメント （フジテレビ）
  - 「松本清張三回忌特別企画 草の陰刻」（1994年8月5日） - ストリッパー・朝風かおる 役
  - 「恐い女シリーズ 5 結婚させない女（1997年8月22日）
  - 「サラリーマン刑事 第2作 警察署の超カタブツ会計課職員&新米OL刑事…署内最弱コンビが上司に内緒で挑むのは…初潜入！ファンションヘルス殺人事件」（1999年5月28日）- 安西英子 役
  - 「アリバイの彼方に 第1作 高校時代の親友にかかった殺人容疑!! 謎のカギは被害者に振り込まれていた300万！家族愛が生む皮肉な結末…」（2000年9月8日） - ホステス・香山美輪子 役
- 星の金貨 第1話（1995年4月12日、日本テレビ） - 拓巳の女 役
- 土曜ワイド劇場（テレビ朝日系）
  - 「松本清張特別企画 黒革の手帖」（1996年12月7日）
  - 「松本清張スペシャル 黒い樹海」（1997年11月29日）- 遠山ミドリ 役
  - 「おとり捜査官・北見志穂 第3作 銀座高級クラブに潜入した美人女刑事に男たちの異常な視線が…」（1999年11月6日）- ホステス・小室京子 役
  - 「混浴露天風呂連続殺人 第19作 信州塩の道に消えたマルタイの謎 リベンジ刑事とカリスマ温泉ギャルの信濃路秘湯ツアー 姫川温泉〜笹倉温泉〜白馬八方温泉 信濃大町温泉〜蓼科温泉」（1999年12月18日）- 挙動不審の女・宮野明美 役
  - 「牟田刑事官事件ファイル 第29作 横浜〜釧路湿原 マリモが知る三重殺人の謎…」（2001年2月24日）- マンションのオーナー・伊藤まり子 役
- 月曜ドラマスペシャル（TBS系）
  - 「フォトグラファー桜井美由紀 第2作 死都物語」（1997年10月20日） - サヨコ 役
  - 「早乙女千春の添乗報告書 第7作 函館湯けむりツアー殺人事件」（1998年11月23日）- 戸塚いずみ 役
  - 「万引きGメン・二階堂雪 第4作 変身願望」（1999年11月22日）- モニカ芹沢 役
- 女と愛とミステリー（テレビ東京系）
  - 「松本清張特別企画 わるいやつら」（2001年4月8日）- 槙村隆子の秘書 役
  - 「不倫調査員・片山由美 第2作 京都－鳥取・ワイン心中の謎」（2001年8月19日）- 津山真弓 役
  - 「不倫調査員・片山由美 第5作 京都嵯峨野殺人迷路！」（2004年6月2日）- 明菜 役
- 水着でハイビジョン「聖アリス学園 水着天国はデンジャラス！」（2001年4月、BSフジ）
- 中学生日記 40年 私が生まれた理由（2001年10月21日・10月28日、NHK）
- 水着でハイビジョン「聖アリス学園 水着アタックでビーチを救え！」（2002年1月、BSフジ）
- 特命係長 只野仁 第1話 問題社員（2003年7月4日、テレビ朝日）- CLUBママ・マリエ 役
- 月曜ミステリー劇場（TBS系）
  - 「金田一耕助シリーズ 第31作 白蝋の死美人」（2004年4月26日、TBS系）- 亀井福美 役
- 雪の花（2007年、韓国ドラマSBS） - 山本サカエ 役
- 孤独の歌声（2007年11月11日、WOWOW・ドラマW）- レディO 役
- みこん六姉妹2（2008年3月3日〜5月2日 中部日本放送・ドラマ30）- 岬のり子 役
- 法律事務所 第2作 十字架型に重なる二つの死体〜乗馬クラブ殺人事件!（2008年4月12日、テレビ朝日）- 貝沢美樹 役
- 特上カバチ!! 第1話 法テクバトルの嵐・第2話 絶対不敗の交渉術（2010年1月17日・1月24日、TBS）- かすみ 役
- 月曜ゴールデン（TBS系）
  - 「北海道警察 巡査の休日 第1作 巡査の休日」（2011年10月24日）- 岩崎裕美子 役
- 街占師 北白川晶子の事件占い 第2作 死を招く手相!?（2012年1月11日、テレビ東京・水曜ミステリー9）- 浜本光 役
- 家族八景 Nanase,Telepathy Girl's Ballad 第1話 無風地帯（2012年1月19日、毎日放送）- 尾形咲子 役
- 警視庁・捜査一課長 season3 第10話:最終話 さらば大岩一課長〜命を懸けた最後の捜査 死を呼ぶ銀座NO.1ママのネックレス!! 衝撃のラスト…刑事殉職!?（2018年6月14日、テレビ朝日・木曜ミステリー）- 村本千帆 役
- 金田一少年の事件簿 第8話 首狩り武者殺人事件（2022年6月19日、日本テレビ）- 巽綾子 役
- 金田一少年の事件簿 第9話・第10話 オペラ座館 ファントムの殺人（2022年6月26日・7月3日、日本テレビ）- 巽綾子 役

### テレビ番組
- Do遊スポーツ - 司会（テレビ朝日）[7]
- ナイトinナイト・板東英二の水曜は白ごはん（朝日放送）[7]
- 熱帯夜アカデミー（テレビ朝日系）
  - 「熱帯夜スペシャル」（1988年10月17日・18日、1989年4月3日・4日・5日・6日、7月31日・8月7日）
  - 「BODY SONIC」（1988年10月19日 - 1989年9月27日）
  - 「SiXTEEN 〜16〜」（1988年10月20日 - 1989年2月23日）
  - 「THE TSURULIGHT ZONE（ザ・ツルーライト・ゾーン）」（1988年10月24日 - 1989年9月25日）
  - 「ホラー学園πR」（1988年10月25日 - 1989年3月28日）
  - 「シャワーコック」（1989年3月2日 - 30日）
  - 「マスカットリップス」（1989年4月11日 - 5月30日）
  - 「Hollywood Hills」（1989年4月13日 - 9月28日）
  - 「ツルータス!」（1989年10月2日 - 1990年3月26日）
  - 「Misty Blue」（1989年10月5日 - 1990年3月29日）
- たかじんnoばぁ〜（1994年3月19日、読売テレビ）
- あの人は今!?伝説の55人～涙の大同窓会スペシャル （2006年1月12日、日本テレビ）
- スペイン語会話（2006年4月～2007年3月、NHK Eテレ）- 生徒
- 日本史サスペンス劇場（2008年6月25日、日本テレビ）- お知保の方（徳川家治側室・蓮光院）
- たかじんの胸いっぱい（関西テレビ）[7]
- 快傑えみちゃんねる（関西テレビ）[7]
- ロンロバ！全力投球（TBS）[7]
- ギルガメッシュないと（テレビ東京）- レギュラー
- 平成女学園（テレビ東京）
- 脱がせ屋「高須」のモンド無用！（MONDO21）
- 輝け!!人気スターチーム対抗大合戦!（日本テレビ） - ビキニモデル役
- クイズ!脳ベルSHOW（BSフジ)

### ラジオ番組
- 葉山レイコのSoy de Nagoya（2007年4月 - 9月、トランスアメリカインターナショナル放送）- パーソナリティ [7]

### 映画
- 上方苦界草紙（1991年2月9日公開、監督：村野鐵太郎、松竹/プロダクションゆりーか 鐵プロダクション）- お杉 役 [22]
- 妖獣都市 〜香港魔界篇〜（香港映画）（1993年9月25日公開、監督：麥大傑、東宝）原題：「妖獸都市- 後日ビデオ版発売（1994年8月1日、東宝）[23]
- Sadistic Song（1996年3月23日公開、監督：中村幻児、バップ）[24]
- 野獣の肖像（1998年5月9日公開、監督：廣西眞人、日活）[25]
- 実録外伝 武闘派黒社会（1999年9月10日公開、監督：那須博之、大映）- 小蓮 役 [26]
- ダブルス（2001年4月21日公開、監督：井坂聡、オメガ・ミコット）主演:萩原健一 - ウエイトレス 役 [27]
- 梵天（2004年2月29日、監督：佐藤圭作、ShowGuts Entertainment）自主制作映画 [7]
- クレーマー（2008年4月12日公開、監督：金子大志、アートポート）- 横山レイコ 役 [7]
- 時空警察ヴェッカー　デッドリーナイトシェード（2012年10月10日公開、監督：畑澤和也、時空警察ヴェッカー デッドリーナイトシェード製作委員会）- 木崎薫 役 [28]
- 妻の恋人（2012年12月15日公開、監督：児玉宜久、アルゴ・ピクチャーズ）- 主演 [29]
- 最近、妹のようすがちょっとおかしいんだが。（2014年5月17日公開、監督：青山裕企 伊基公袁、KADOKAWA）- 神前香子 役 [30]
- ちょっとかわいいアイアンメイデン（2014年7月19日公開、監督：吉田浩太、KADOKAWA）- 北斗凛 役 [31]
- 鬼灯さん家のアネキ（2014年9月6日公開、監督：今泉力哉、KADOKAWA）- 鬼灯麻里子 役 [32]
- 悼む人（2015年2月14日公開、監督：堤幸彦、東映）- 奈儀倖世の母 役 [33]

### 舞台
- Under Shangri-La（1998年11月26〜30日 東京芸術劇場：池袋）
- ザ・ニュースペーパー 号外（2002年10月30日〜11月4日 シアターアプル：新宿）
- JOE Company VOL.2 "CHILDREN"（2004年5月19〜23日、本多劇場：下北沢）
- 城-Das Schloss（2005年1月14〜30日 新国立劇場：初台）
- 心霊探偵八雲 魂のささやき（神永学原作、2009年6月19〜28日 紀伊國屋サザンシアター：新宿）
- 「新宿八犬伝」作・演出：川村毅（2010年10月、横浜・テアトルフォンテ 京都芸術劇場・春秋座 まつもと市民芸術館・実験劇場 西鉄ホール 歌舞伎町・新宿FACE）[7]
- 「文体の獣」P.Pパゾリーニの戯曲初翻訳 演出：川村毅（2012年10月13日〜10月21日、中野BONBON）- 母親／母親の亡霊 役[7]
- 天誅（フロム・ソフトウェア原作、脚本・演出：久保田唱、2014年5月7日〜11日、シアターサンモール：新宿）- 桂 役
- 「紅蓮、ふたたび」作：梶研吾・演出：久保田唱（2014年10月8日～19日、笹塚ファクトリー）- ハルカ 役[7]
- 「花魁の首」作・演出：細川博司（バンタムクラスステージ）（2017年7月12日～17日、新宿村LIVE）[7]

## 書籍

### 写真集（再編集版除く）
- Elan d'or（1988年4月15日発行、撮影：高桑常寿、白夜書房）ISBNなし
- REIKO HAYAMA IN LONDON（1988年9月15日発行、撮影：会田我路、近代映画社）ISBN 4764815303
- やさしく愛して（1988年11月16日発行、撮影：会田我路、大陸書房）ISBN 4803316775
- R・E・I・K・O（1989年2月10日発行、撮影：会田我路、大陸書房 ピラミッド写真文庫）ISBN 4803318816
- Still（1989年9月13日発行、撮影：平地勲、集英社）ISBN 4087801071
- NEO WOMAN（1990年4月10日発行、撮影：渡辺達生、ワニブックス）ISBN 4847021355
- 激写文庫21 レイコ&麗奈（1991年5月10日発行、撮影：篠山紀信、小学館）ISBN 4093947716 (『GORO』に掲載された、1988年11月24日号・1988年12月8日号・1989年2月23日号での一連の「DOUBLE VENUS」を基に、葉山単独の1989年7月13日号・1989年7月27日号掲載分を加え、再編集して発行)
- シネマリオン写真館 くノ一忍法帖 白島靖代 葉山レイコ 丘咲ひとみ 水野美紀 小松美幸 全5名（1991年9月15日発行、撮影:渡辺光 小野麻早 牧野譲、近代映画社）ISBN 9784764816732
- 素足のアイドルたち 特別版 2 GORO SPECIAL MOOK Blue Heaven 牧瀬里穂 増田未亜 金子恵実 越智静香 小川範子 葉山レイコ ほか（1991年12月1日発行、撮影:渡辺達生、小学館）ISBN 9784091030245
- 25SCANDAL 会田我路・写真集 葉山レイコ 村上麗奈 小林ひとみ 速水典子 森村あすか 黒沢ひろみ ほか 全25名（1992年8月20日発行、撮影:会田我路、ぶんか社）ISBN 9784821120017
- 会田我路写真集 G-FILE 葉山レイコ 小林ひとみ 青木ゆみこ 斉藤くみ子 ほか 全33名（1993年1月15日発行、撮影：会田我路、ぶんか社）ISBN 9784821120031
- 麗裸（1993年12月3日発行、撮影：西田幸樹、スコラ）ISBN 479620136X
- 会田我路作品集 GAROと30人の美少女たち 葉山レイコ 尾田奈緒美 青木真波 渡辺香子 ほか 全30名（1994年5月30日発行、撮影：会田我路、宝島社）ISBN 9784796608077
- 惜春（1994年6月1日発行、撮影：山岸伸、ティ・アイ・エス）ISBN 4886181031
- 十色 HEAVEN’S SEXY 小松みゆき 葉山レイコ 三浦ふみこ 桂木文 ほか 全10名（1994年11月30日発行、撮影：山岸伸、光文社）ISBN 9784334900434
- SHE'S MINE 〜彼女のすべては僕のもの〜（1996年5月1日発行、撮影：山岸伸、コンパス）ISBN 4906407633
- LEGEND ACTRESS 1 葉山レイコ（2001年4月30日発行、撮影：山岸伸、ドリームワークス出版）ISBN 9784886182579
- REVIVAL COLLECTION 4 よみがえる葉山レイコ 鏡の中の私に インパクト・ラヴ濃縮版 仙女一夜 2（写真集+DVD）（2003年3月10日、鹿砦社）ISBN 9784846304928

### 主要掲載誌（男性誌除く）
- シノラマ東京1990（アサヒカメラ 1990年1月号 表紙&pp.38-54、撮影：篠山紀信、朝日新聞社）
- レイコ-Reiko in Bali（アサヒカメラ 1990年4月号 表紙&pp.7-13、撮影：渡辺達生、朝日新聞社）

## ゲーム
- 葉山レイコ、桂木麻也子のAV花札倶楽部 本格派 こいこい ばかっ花篇（ハッカーインターナショナル）※ファミコンソフト
- 葉山レイコのデートde BLACK JACK（ハッカーインターナショナル）※ファミコン ディスクシステム専用ソフト